# Poudretteit
Das Mineral Poudretteit ist ein sehr seltenes Ringsilikat aus der Milaritgruppe und hat die Endgliedzusammensetzung K□2Na2B3Si12O30.
Poudretteit kristallisiert mit hexagonaler Symmetrie und bildet isometrische bis prismatische Kristalle. Er ist meist farblos mit glasähnlichem Glanz und kann durch Spurengehalte von Mangan und Lithium blass rosa gefärbt sein. Mit einer Mohshärte von 5 ist Poudretteit etwa so hart wie Apatit.

## Etymologie und Geschichte
Wie viele andere Minerale der Milaritgruppe ähnelt auch Poudretteit in seinen optischen und physikalischen Eigenschaften stark anderen, weit verbreiteten Mineralen wie Quarz, Apatit oder Apophyllit. Vermutlich deshalb wurde er lange übersehen. Bereits Mitte der 1960er Jahre wurden von M. Jacques Bradley poudretteithaltige Marmor-Xenolithe in den Syenit-Breccien der Poudrette-Mine am Mont Saint-Hilaire in Québec, Kanada gesammelt. Es dauerte rund 20 Jahre, bis sie als neues Mineral erkannt und beschrieben wurden. Joel D. Grice, T. Scott Ercit, Jerry van Velthuizen und Pete J. Dunn benannten das neue Mitglied der Milaritgruppe nach der Familie Poudrette, die den Steinbruch am Fundort betreibt.
Es dauerte weitere 14 Jahre, bis dieses sehr seltene Mineral an einem weiteren Fundort erkannt und beschrieben wurde. Im November 2000 erwarb ein italienischer Edelsteinhändler in Mogok, Myanmar einen 3-karätigen, rosa-violetten, facettierten Stein von einem lokalen Händler, der ihn mineralogisch nicht einordnen konnte. Zur Bestimmung wurde der Stein in das Edelsteinlabor von Eduard Josef Gübelin in der Schweiz geschickt, wo er als Poudretteit identifiziert wurde.

## Klassifikation
Da der Poudretteit erst 1986 als eigenständiges Mineral anerkannt wurde, ist er in der zuletzt 1977 überarbeiteten 8. Auflage der Mineralsystematik nach Strunz noch nicht verzeichnet.
Im Lapis-Mineralienverzeichnis nach Stefan Weiß, das sich aus Rücksicht auf private Sammler und institutionelle Sammlungen noch nach dieser alten Form der Systematik von Karl Hugo Strunz richtet, erhielt das Mineral die System- und Mineral-Nr. VIII/E.22-10. In der „Lapis-Systematik“ entspricht dies der Klasse der „Silikate und Germanate“ und dort der Abteilung „Ringsilikate“, wo Poudretteit zusammen mit Agakhanovit-(Y), Almarudit, Armenit, Berezanskit, Brannockit, Chayesit, Darapiosit, Dusmatovit, Eifelit, Emeleusit, Faizievit, Friedrichbeckeit, Klöchit, Lipuit, Merrihueit, Milarit, Oftedalit, Osumilith, Osumilith-(Mg), Roedderit, Shibkovit, Sogdianit, Sugilith, Trattnerit, Yagiit und Yakovenchukit-(Y) die „Milarit-Osumilith-Gruppe“ (VIII/E.22) mit der Struktur doppelter Sechseringe [Si12O30]12− bildet (Stand 2018).
Die von der International Mineralogical Association (IMA) zuletzt 2009 aktualisierte 9. Auflage der Strunz’schen Mineralsystematik ordnet den Poudretteit ebenfalls in die Abteilung der „Ringsilikate“ ein. Diese ist weiter unterteilt nach der Struktur der Ringe, so dass das Mineral entsprechend seinem Aufbau in der Unterabteilung „[Si6O18]12−-Sechser-Doppelringe“ zu finden ist. Darin gehört es mit Agakhanovit-(Y), Almarudit, Armenit, Berezanskit, Brannockit, Chayesit, Eifelit, Darapiosit, Dusmatovit, Friedrichbeckeit, Klöchit, Merrihueit, Milarit, Oftedalit, Osumilith, Osumilith-(Mg), Roedderit, Shibkovit, Sogdianit, Sugilith, Trattnerit und Yagiit zur „Milaritgruppe“ mit der System-Nr. 9.CM.05.
Die Systematik der Minerale nach Strunz (9. Auflage) wird von „Hudson Institute of Mineralogy“ in der Mineraldatenbank „Mindat.org“ weitergeführt. Hier gehört Poudretteit in die Klasse „Silicate und Germanate“ und die Abteilung der „Ringsilikate“ (englisch [Cyclosilicates). Diese ist weiter unterteilt nach der Zähligkeit und Multiplizität der Silicatringe und Poudretteit wird in der Unterabteilung „sechser-Doppelringe“ (englisch Si6O18]2- 6-membered double rings) mit der Systemnummer 9.CM geführt, zusammen mit den zuvor aufgeführten Mineralen der Milarit-Gruppe, den neu hinzugekommenen Mineralen Aluminosugilith und Laurentthomasit sowie den verwandten Mineral Faizievit.
Auch die vorwiegend im englischen Sprachraum gebräuchliche Systematik der Minerale nach Dana ordnet den Poudretteit in die Klasse der „Silikate und Germanate“, dort allerdings in die bereits feiner unterteilte Abteilung der „Ringsilikate: Kondensierte Ringe“ ein. Hier ist er in der „Milarit-Osumilith-Gruppe (Milarit-Osumilith-Untergruppe)“ mit der System-Nr. 63.02.01a innerhalb der Unterabteilung „Ringsilikate: Kondensierte, 6-gliedrige Ringe“ zu finden.

## Chemismus
Poudretteit hat die Endgliedzusammensetzung [12]K[9]□2[6]Na2[4]B3[4]Si12O30, wobei in eckigen Klammern die Koordinationszahl der Gitterpositionen angegeben ist.
Die empirische Zusammensetzung des Poudretteit aus der Typlokalität ist
- [12]K1,00 [9]□2 [6](Na1,87K0,04) [4]B3,05[4]Si12,14O30[4]

## Kristallstruktur
Poudretteit kristallisiert hexagonal in der Struktur von Milarit in der Raumgruppe P6/mcc (Raumgruppen-Nr. 192) mit den Gitterparametern a = 10,239(1) Å und c = 13,485(3) Å sowie zwei Formeleinheiten pro Elementarzelle.
Die Silikat-6er-Doppelringe (T1-Position) sind komplett mit Si4+ besetzt und B3+ sitzt ausschließlich auf der T2-Tetraederposition. Die tetraedrische Koordination von Bor ist ungewöhnlich für Minerale, die nicht unter hohen Drucken gebildet wurden. Meistens wird Bor in trigonal-planar koordinierten Gitterpositionen eingebaut, wie z. B. im Turmalin.
Poudretteit ist das Mineral der Milaritgruppe mit der höchsten Ladung des Tetraedergerüstes und die Positionen in den Gerüstkanälen- und Käfigen sind infolgedessen entweder leer oder mit einfach geladenen Kationen besetzt. Kalium+ sitzt wie bei fast allen Mineralen der Milaritgruppe auf der 12-fach koordinierten C-Position. Die 9-fach koordinierte B-Position ist leer und die oktaedrisch koordinierte A-Position ist mit Na+ voll besetzt.

## Bildung und Fundorte
Poudretteit bildet sich kontaktmetamorph in Marmor, der von alkalireichen Magmatiten oder pegmatitischen Schmelzen verändert worden ist. Weltweit sind bislang (2016) nur zwei Vorkommen dokumentiert.
In der Typlokalität am Mont Saint-Hilaire in Québec, Kanada tritt Poudretteit in Marmor-Xenolithen in Nephelin-Syenit zusammen mit Pektolith, Apophyllit, Quarz und Ägirin auf.
In der Umgebung von Mogok, Mandalay, Myanmar, intrudierten syenitische Magmen in kalkige Sedimente. In den Skarn-Mineralisationen am Kontakt von syenitischen Schmelzen mit umgebenden Marmor findet sich Poudretteit zusammen mit Diopsid, Skapolith, Spinell, Korund, Andalusit, Kornerupin, Montebrasit und Hackmanit oder mit Nephelin, Taaffeit, Jeremejewit, Korund und Chrysoberyll.

## Verwendung

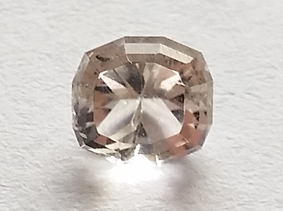
Poudretteit, 0.51ct, Mogok Myanmar

Die sehr seltenen Poudretteite aus Myanmar erreichen in Transparenz, Farbe und Größe Edelsteinqualität und werden als Schmucksteine gehandelt.